# Pentachloornitrobenzeen
Pentachloornitrobenzeen (PCNB), ook quintozeen genoemd, is een organische verbinding met als brutoformule C6Cl5NO2. De stof komt voor als kleurloze kristallen met een kenmerkende geur, die quasi-onoplosbaar zijn in water. Onzuiverheden kunnen de kristallen lichtgeel doen kleuren.

## Synthese
Pentachloornitrobenzeen werd voor het eerst gesynthetiseerd in 1868. Het werd in de jaren '30 van de 20e eeuw op de markt gebracht door Bayer AG in Duitsland als pesticide voor de landbouwindustrie.
Pentachloornitrobenzeen wordt bereid door een chlorering van nitrobenzeen in chloorsulfonzuur, bij een temperatuur van 60-70°C, met di-jood (I2) als katalysator:
{\displaystyle \mathrm {C_{6}H_{5}NO_{2}\ +\ 5\ Cl_{2}\ \longrightarrow \ C_{6}Cl_{5}NO_{2}\ +\ 5\ HCl} }
Het kan ook bereid worden door de nitrering van gechloreerde benzenen. Als bijproduct ontstaat dan hexachloorbenzeen, wat als een gevaarlijke stof beschouwd wordt.

## Toepassingen
Pentachloornitrobenzeen wordt voornamelijk gebruikt als fungicide. Handelsnamen van de stof zijn onder andere: Avicol, Batrilex, Botrilex, Brassicol, Chinozaan, Folosan, Fomac 2, Fungichlor, Kobu, Kobutol, Marisan forte, Olpisan, Pentagen, Quintocene, Quintozene, Terrachlor, Tilcarex, Tri-PCNB en Tritisan. Hoewel het als een milieugevaarlijke stof wordt geclassificeerd, wordt het nog als fungicide gebruikt in China en Japan. In een groot aantal landen, waaronder de Verenigde Staten en de Europese Unie, is het gebruik van PCNB verboden. Daarnaast wordt het gebruikt om slijmvorming in industriële wateren te voorkomen.

## Toxicologie en veiligheid
De stof ontleedt bij verhitting met vorming van giftige en corrosieve dampen onder andere chloordampen en stikstofoxiden.
De stof is irriterend voor de ogen, de huid en de luchtwegen. De drempelwaarde is vastgelegd op 0,5 mg/m³. Op lange termijn kan pentachloornitrobenzeen negatieve effecten hebben op de lever.